# ليزا غورملي
ليزا غورملي (بالإنجليزية: Lisa Gormley)‏ (ولدت في 29 سبتمبر 1984) ممثلة أسترالية إنجليزية المولود، اشتهرت بتجسيد دور «بيانكا سكوت» في المسلسل الدرامي ذهابا وايابا. وهي خريجة المعهد الوطني للفنون المسرحية.

## نشأتها
عندما عاد غورملي إلى أستراليا وقبلت في المعهد الوطني للفنون المسرحية، والتي كانت قد شاركت في إنتاج الفني، والتعليم والتوجيه والتمثيل، تخرجت في نهاية عام 2009.

## روابط خارجية
- ليزا غورملي على موقع IMDb (الإنجليزية)
- الموقع الرسمي